# Liste der Biografien/Ex
Liste der Biografien |
Portal Biografien |
Personensuche
# |
A |
B |
C |
D |
E |
F |
G |
H |
I |
J |
K |
L |
M |
N |
O |
P |
Q |
R |
S |
T |
U |
V |
W |
X |
Y |
Z |
?
 
Ea |
Eb |
Ec |
Ed |
Ee |
Ef |
Eg |
Eh |
Ei |
Ej |
Ek |
El |
Em |
En |
Eo |
Ep |
Eq |
Er |
Es |
Et |
Eu |
Ev |
Ew |
Ex |
Ey |
Ez
Die Liste der Biografien führt alle Personen auf, die in der deutschsprachigen Wikipedia einen Artikel haben. Dieses ist eine Teilliste mit 135 Einträgen von Personen, deren Namen mit den Buchstaben „Ex“ beginnt.

## Ex
- Ex, Luc (* 1958), niederländischer Bassist (Bassgitarre, Kontrabass)
- Ex, Sjarel (* 1957), niederländischer Museumsdirektor und Kunsthistoriker
- Ex, Terrie (* 1955), niederländischer Post-Punk- und Improvisationsmusiker (The Ex)
- Ex, Titia (* 1959), niederländische Künstlerin

### Exa
- Exacoustos, Peter, italienischer Drehbuchautor und Filmregisseur
- Example (* 1982), britischer Rapper
- Exarch, Alexander (1810–1891), bulgarischer Journalist und Aufklärer
- Exarchopoulos, Adèle (* 1993), französische SchauspielerinAdèle Exarchopoulos (* 1993)

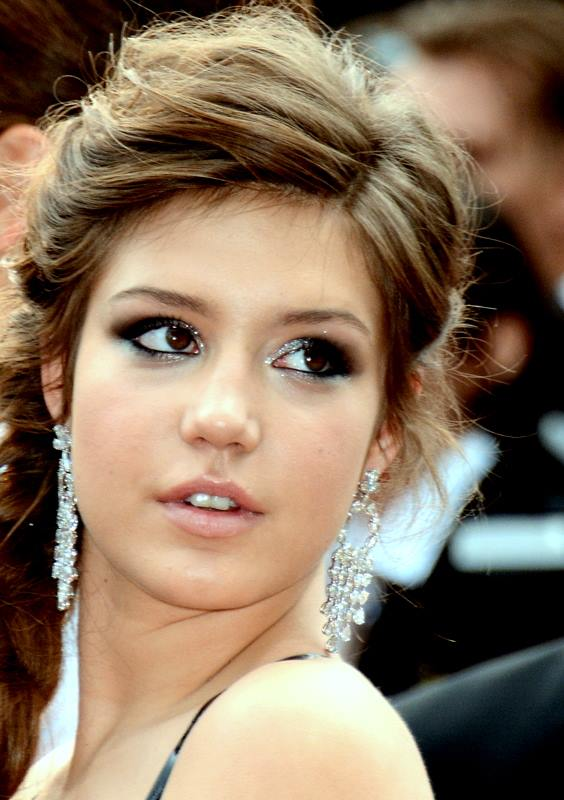
Adèle Exarchopoulos (* 1993)

- Exarchos, Antonios (* 1932), griechischer Diplomat
- Exarchou, Sofia (* 1979), griechische Filmregisseurin und Drehbuchautorin
- Exartier, Stéphane (* 1969), französisch-polnischer Skirennläufer
- Exaudet, André-Joseph (1710–1762), französischer Violinist und Komponist der Frühklassik

### Exb
- Exbard, Ido (* 1988), israelischer Fußballspieler
- Exbrayat, Charles (1906–1989), französischer Schriftsteller

### Exc
- Excision (* 1986), kanadischer DJ und Musikproduzent
- Excoffon, Roger (1910–1983), französischer Grafiker und Schriftgestalter

### Exe
- Exekias, griechischer Töpfer und Vasenmaler
- Exel, Erich (1889–1954), österreichischer Jurist und Politiker (ÖVP), Landtagsabgeordneter
- Exel, Ralf (* 1963), deutscher Journalist, Redakteur und Fernsehmoderator
- Exel, Reinhard (1947–2014), österreichischer Mineraloge und Geologe
- Exelby, Garnet (* 1981), kanadischer Eishockeyspieler
- Exeler, Adolf (1926–1983), katholischer Geistlicher und Pastoraltheologe
- Exell, Boyd (* 1972), australischer Fahrer, Trainer, Kampfrichter und Pferdebesitzer
- Exelmans, Joseph-Maurice (1816–1875), französischer Admiral
- Exelmans, Rémy-Isidore (1775–1852), französischer MarschallRémy-Isidore Exelmans (1775–1852)

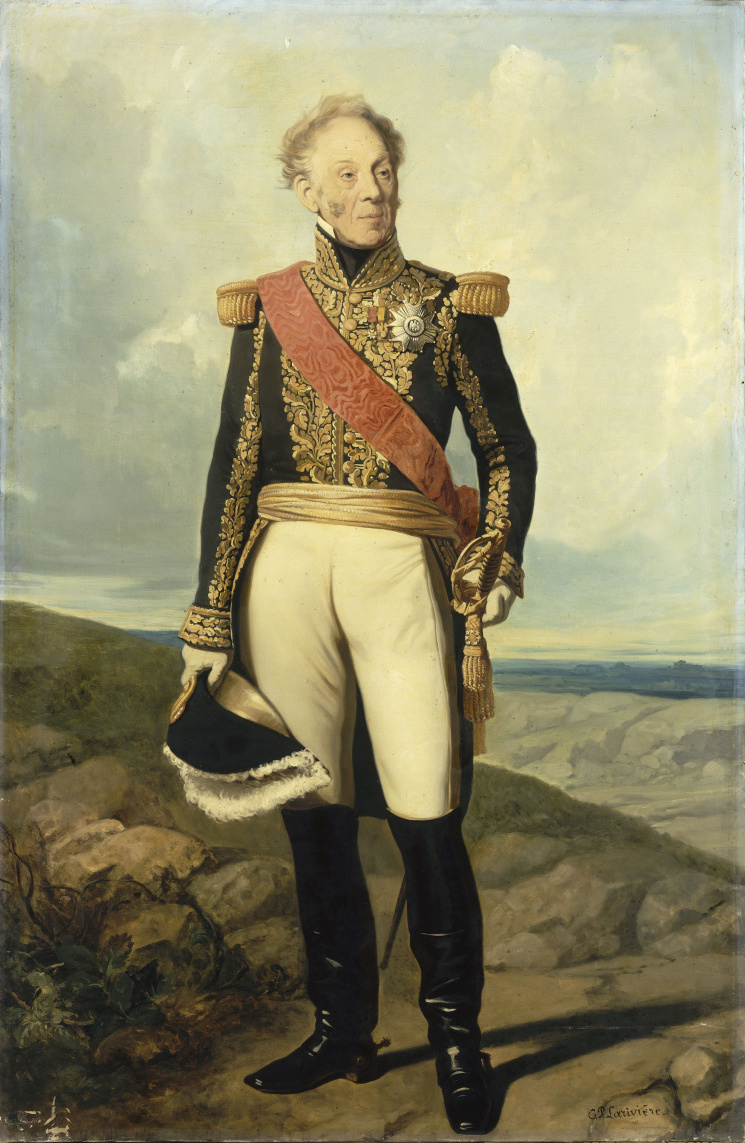
Rémy-Isidore Exelmans (1775–1852)

- Exenberger, Herbert (1943–2009), österreichischer Bibliothekar und Publizist
- Exenberger, Reinhard (* 1957), österreichischer Schauspieler

### Exl
- Exl, Anna (1882–1969), österreichische Theaterschauspielerin und -intendantin
- Exl, Ferdinand (1875–1942), österreichischer Theaterschauspieler
- Exl, Ilse (1907–1956), österreichische Theater- und Filmschauspielerin
- Exler, Albert (1910–1990), tschechoslowakisch-deutscher Journalist
- Exler, Christoph E. (* 1948), österreichischer Künstler
- Exler, Jens (1914–1987), deutscher Laientheater-Schauspieler und Autor
- Exler, Ondřej (* 1990), tschechischer Biathlet
- Exler, Rudolf (1905–1982), österreichischer Betriebstechniker und Politiker (SPÖ), Abgeordneter zum Nationalrat
- Exler, Veronika (* 1990), österreichische Schachspielerin
- Exler, Wolfgang (* 1965), deutscher Polizeibeamter und Politiker (CDU), MdL
- Exley, Frederick (1929–1992), US-amerikanischer Schriftsteller
- Exley, John (1867–1938), US-amerikanischer Ruderer
- Exley, Vicky (* 1975), englische Fußballspielerin

### Exn
- Exnar, Danny (* 1981), Schweizer Schauspieler und Pianist
- Exner, Achim (* 1944), deutscher Oberbürgermeister von Wiesbaden (1985–1997)
- Exner, Adam Joseph (1928–2023), kanadischer römisch-katholischer Ordensgeistlicher, Erzbischof von Vancouver
- Exner, Adolf (1841–1894), österreichischer Jurist und Rechtsprofessor
- Exner, Alexander (* 1947), österreichischer Unternehmensberater
- Exner, Andreas (* 1962), deutscher Maler und Bildhauer
- Exner, Andreas (* 1973), österreichischer Publizist
- Exner, Bent (1932–2006), dänischer Goldschmied und Kirchenkünstler
- Exner, Christian Friedrich (1718–1798), Architekt
- Exner, Christof (1915–2007), österreichischer Geologe
- Exner, Emilie (1850–1909), österreichische Schriftstellerin, Frauenrechtlerin und Künstlerin
- Exner, Ernst (1934–2019), österreichischer Rundfunkjournalist
- Exner, Florian (* 1990), deutscher Fußballschiedsrichter
- Exner, Franz (1881–1947), österreichischer KriminalwissenschaftlerFranz Exner (1881–1947)

Franz Exner (1881–1947)

- Exner, Franz Serafin (1802–1853), österreichischer Philosoph
- Exner, Franz Serafin (1849–1926), österreichischer Physiker
- Exner, Fritz (1926–2017), deutscher Historiker und Mäzen
- Exner, Gerhard (1919–1989), deutscher Polizist, Leiter der Staatlichen Archivverwaltung der DDR
- Exner, Gerhard (1941–2009), deutscher Chirurg und Paraplegiologe
- Exner, Hajo (* 1967), deutscher Politiker (AfD)
- Exner, Helene von (* 1917), österreichische Diätassistentin
- Exner, Helga (* 1939), tschechisch-dänische Goldschmiedin
- Exner, Hilde (1880–1922), österreichische Grafikerin, Bildhauerin und Keramikerin
- Exner, Inger (* 1926), dänische Architektin
- Exner, Johan (1897–1981), dänischer Pfarrer
- Exner, Johannes (1926–2015), dänischer Architekt
- Exner, John E. (1929–2006), US-amerikanischer Psychologe
- Exner, Judith (1934–1999), US-amerikanische Lebefrau
- Exner, Julius (1825–1910), dänischer Maler
- Exner, Jürgen, deutscher Radrennfahrer (DDR)
- Exner, Karl (1842–1914), österreichischer Mathematiker und Physiker
- Exner, Karl-Heinz (1920–1999), deutscher Politiker (CDU), MdB
- Exner, Konrad (* 1944), deutscher Pädagoge und Politikwissenschaftler
- Exner, Kurt (1901–1996), deutscher Politiker (SPD), MdA
- Exner, Kurt (1912–1943), deutscher Provinzialrömischer Archäologe
- Exner, Lisbeth (* 1964), österreichische Autorin, Publizistin und GermanistinLisbeth Exner (* 1964)

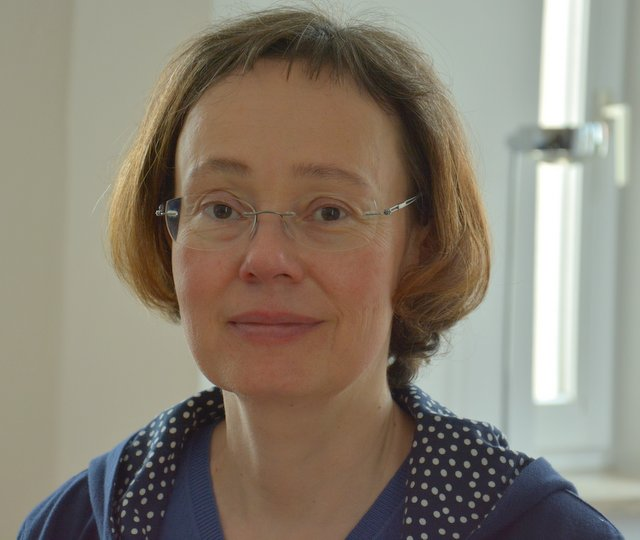
Lisbeth Exner (* 1964)

- Exner, Martin (* 1951), deutscher Hygieniker
- Exner, Matthias (1957–2020), deutscher Kunsthistoriker
- Exner, Menc (* 1974), deutscher Handballspieler und -trainer
- Exner, Moritz (1845–1911), sächsischer Oberstleutnant, Militärhistoriker
- Exner, Nora (1879–1915), österreichische Malerin, Keramikerin
- Exner, Pavel (* 1946), tschechischer Physiker
- Exner, Richard (1885–1945), Abgeordneter des Provinziallandtages Hessen-Nassau und Mitglied der NSDAP
- Exner, Richard (1929–2008), deutschamerikanischer Literaturwissenschaftler, Lyriker und Übersetzer
- Exner, Ulrich (* 1961), deutscher Journalist
- Exner, Virgil Max (1909–1973), US-amerikanischer Automobildesigner
- Exner, Wilhelm (1840–1931), österreichischer Ingenieur, Präsident des Österreichischen Gewerbevereins
- Exner, Willy (1888–1947), deutscher Maler
- Exner-Ewarten, Alfred von (1875–1921), österreichischer Chirurg
- Exner-Ewarten, Felix Maria von (1876–1930), österreichischer Meteorologe und Geophysiker
- Exner-Ewarten, Siegmund (1846–1926), österreichischer Physiologe

### Exo
- Exon, J. James (1921–2005), US-amerikanischer Politiker
- Exotic, Joe (* 1963), US-amerikanischer Betreiber eines Privatzoos und verurteilter KriminellerJoe Exotic (* 1963)

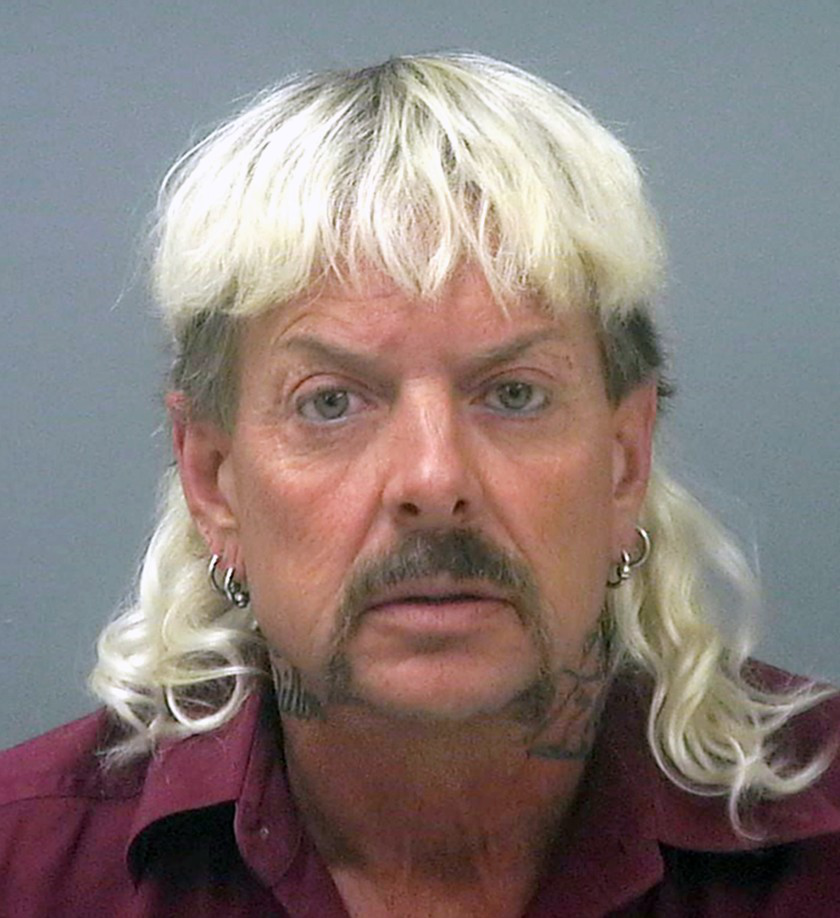
Joe Exotic (* 1963)

- Exouzidis, Savvas (* 1981), griechischer Fußballspieler

### Exp
- Expedit († 303), römischer Zenturio und christlicher Heiliger
- Expert, Henry (1863–1952), französischer Musikwissenschaftler
- Expósito, Edu (* 1996), spanischer Fußballspieler
- Expósito, Ester (* 2000), spanische Schauspielerin
- Exposito, Juan Carlos (* 1991), spanischer Poolbillardspieler
- Expósito, Lázaro (* 1955), kubanischer Politiker
- Expósito, Manel (* 1981), spanischer Fußballspieler
- Expósito, Unai (* 1980), spanischer Fußballspieler
- Expósito, Virgilio (1924–1997), argentinischer Tangokomponist und Pianist
- Exposto, Maria da Costa (* 1960), osttimoresische Politikerin
- Expressionistischer Meister von Santa Chiara, italienischer Maler

### Exq
- Exquemelin, Alexandre Olivier, Autor von „De Americaensche Zee-Rovers“

### Exs
- Exshaw, John (1751–1827), irischer Buchhändler und Politiker
- Exshaw, William (1866–1927), britischer Segler
- Exslager, Maurice (* 1991), deutscher Fußballspieler
- Exss, Ernst (1896–1965), deutscher Generalmajor der Luftwaffe im Zweiten Weltkrieg
- Exsted, Maxwell (* 2007), US-amerikanischer Tennisspieler

### Ext
- Exter, Alexandra (1882–1949), russisch-französische Malerin und KunstlehrerinAlexandra Exter (1882–1949)

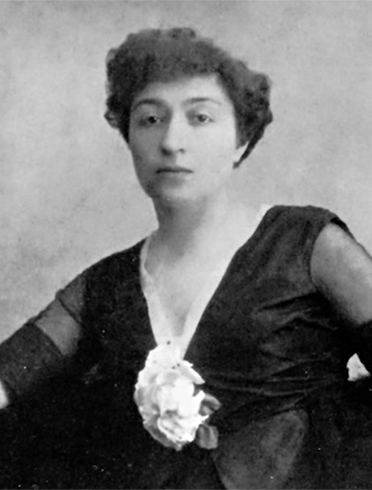
Alexandra Exter (1882–1949)

- Exter, August (1858–1933), deutscher Architekt
- Exter, Carl (1816–1870), deutscher Eisenbahningenieur
- Exter, Carl Heinrich Ernst (1902–1972), deutscher Apotheker und Abgeordneter des Provinziallandtages der Provinz Hessen-Nassau
- Exter, Dieter (1955–2019), deutscher Radiomoderator
- Exter, Friedrich (1714–1787), deutscher Lehrer und Numismatiker
- Exter, Friedrich (1746–1817), deutscher Philologe und Verleger
- Exter, Johann von († 1599), Generalsuperintendent der Lippischen Landeskirche
- Exter, Julius (1863–1939), deutscher Maler und Bildhauer
- Exter, Wilhelm (1805–1873), deutscher Verwaltungsbeamter und Richter
- Externbrink, Sven (* 1965), deutscher Historiker und Hochschullehrer
- Exton, Hugh (1913–1995), US-amerikanischer Offizier, Generalleutnant der US-Army
- Extra, Tim (* 1986), deutscher Koch

### Exu
- Exum, Dante (* 1995), australischer Basketballspieler
- Exum, J. Sheryl (* 1946), US-amerikanisch-britische Bibelwissenschaftlerin
- Exuma (1942–1997), bahamaischer Musiker
- Exuperantius, mit Felix und Regula der dritte Zürcher Schutzpatron, ein Heiliger und Märtyrer der Römisch-katholischen Kirche
- Exuperantius von Cingoli, Bischof von Cingoli, Heiliger der katholischen Kirche
- Exuperius († 170), Märtyrer und Heiliger
- Exuperius, Heiliger der katholischen Kirche
- Exuperius von Bayeux, französischer Bischof
- Exuperius von Toulouse, französischer Bischof
- Exuzidis, Leonidas (* 1995), deutsch-griechischer Fußballschiedsrichter

### Exx
- Exxel, Tobias (* 1973), deutscher MusikerTobias Exxel (* 1973)

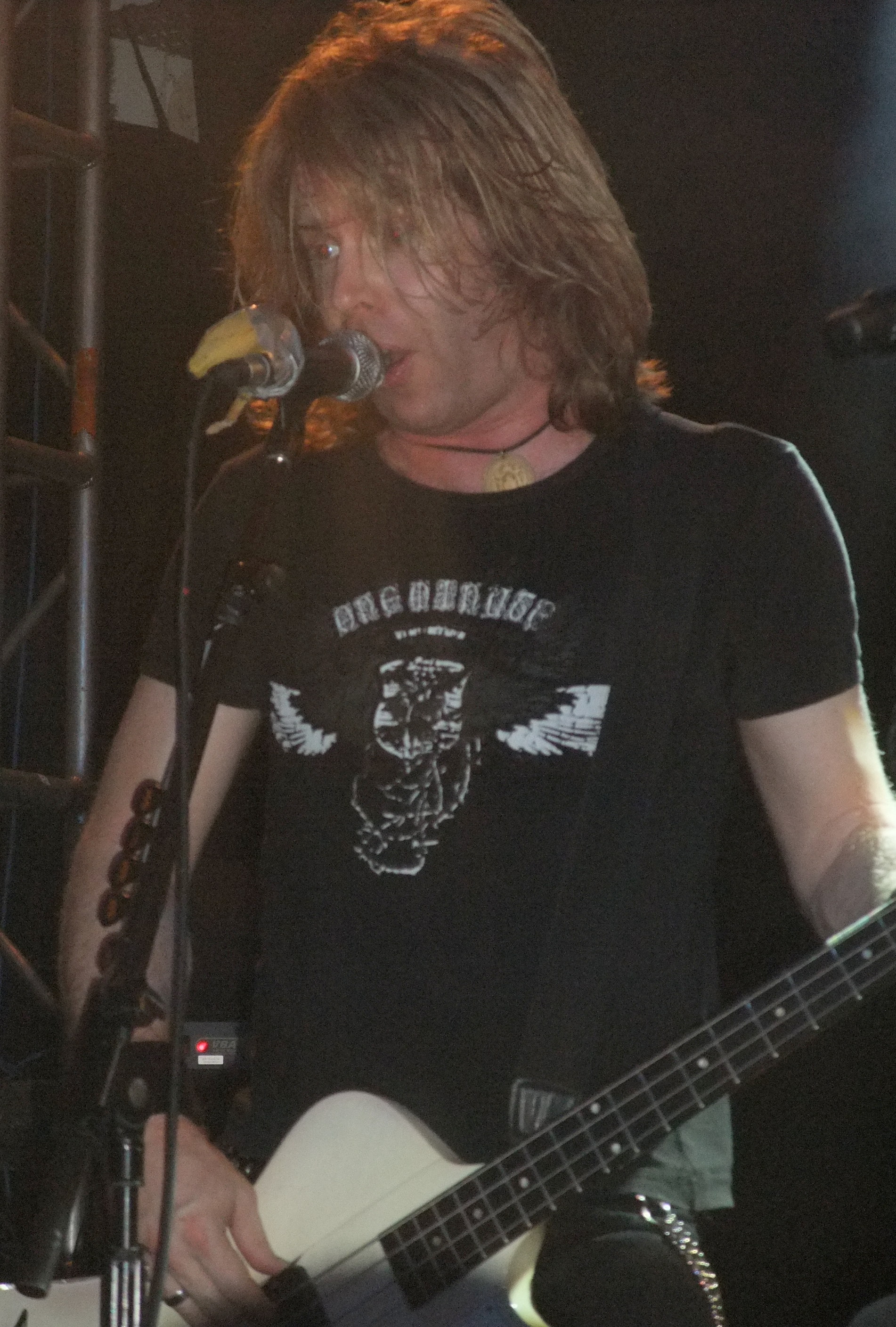
Tobias Exxel (* 1973)